# Salah Eddine Ben Brahim
Salah Eddine Ben Brahim (Bologna, 30 luglio 1991) è un artista marziale italiano.

## Biografia
Inizia a praticare l'arte marziale del ju jitsu all'età di 10 anni fino ad affinare la propria esperienza sotto la guida del maestro Michele Vallieri nella palestra di Pieve di Cento.
Intraprende la carriera agonistica con le prime gare interregionali del circuito csr jujitsu Italia nella specialità del fighting system fino ad ottenere il suo primo bronzo a livello italiano ai Campionati Italiani AIJJ Under 15 nel 2008. Nel 2009 inizia la carriera nel duo system in coppia con Marcella Resca con la quale vincerà il secondo posto ai campionati italiani Senior AIJJ proprio in quell'anno. Nel 2010 si prende un anno di pausa interrompendo un po' gli allenamenti nel duo misto.
Ma dopo il digiuno nel 2011 corona il sogno del titolo tricolore riprendendo a gareggiare con la Resca e vincendo prima l'oro nel duo misto Juniores, poi il bronzo nei Senior in coppia con Federico Montori ai campionati italiani AIJJ a Genova.
Sei mesi più tardi viene selezionato assieme alla compagna per rappresentare l'Italia ai Campionati Mondiali Juniores a Gent ai quali vincerà il bronzo all'esordio con la maglia azzurra.
Nel 2012 dopo la medaglia al trofeo internazionale Robi Rajh Open di Maribor diventa vice-campione d'Italia AIJJ nella classe Senior Mix con la compagna, secondi solo alla storica coppia Michele Vallieri-Sara Paganini.
È stato titolare della nazionale azzurra Juniores nella specialità duo system misto in coppia con Marcella Resca
Nel 2015 riprende la carriera agonistica nella specialità duo system maschile in coppia con Fabio Forzatti e nel 2016 arriva la medaglia d'oro ai campionati italiani. Sempre a maggio del 2016 entrano nella top ten mondiale dopo il trofeo internazionale di Parigi.
A giugno si qualificano per rappresentare l'Italia ai Campionati d'Europa E.O.C.(European Open Championship)a Ghent in Belgio dove portano a casa un pesante 7º posto confermandosi sempre tra i migliori 10 in Europa.
Grazie ai risultati ottenuti vengono selezionati per rappresentare l'Italia ai Campionati del Mondo a Wrocklaw in Polonia ma purtroppo per un infortunio grave dell'atleta Forzatti sono costretti a saltare la gara.
L'infortunio di Forzatti costringe la coppia a stare ferma dagli allenamenti per tre mesi alla fine dei quali riprendono gli allenamenti affrontando immediatamente un Campionato Italiano 2017 dal quale nonostante il periodo di inattività portano a casa l'argento.
Selezionati nuovamente per rappresentare l'Italia ai Campionati d'Europa 2017 a Banja Luka in Bosnia-Erzegovina i due si cimentano in una combattuta gara dalla quale portano a casa un quinto posto perdendo la finale per il bronzo di pochi punti.
A causa di disaccordi i due rompono la coppia.
Si forma una nuova coppia poco dopo composta sempre da Salah Ben Brahim e da Andrea Stravaganti e a un mese di distanza dall'inizio degli allenamenti aprono la carriera ai German Open 2017 un Campionato internazionale a Gelsenkirchen in Germania dal quale portano a casa un sudato bronzo.
Partecipano al mondiale a Bogotà in Colombia portando a casa un bronzo mondiale. A dicembre per motivi personali Andrea smette di fare le gare. A Gennaio Ben Brahim Salah fa coppia con Gianmarco Iazzetta con il quale dopo pochi mesi conquista il bronzo al campionato internazionale a Parigi e il bronzo ai campionati europei. La coppia è costretta a sciogliersi a causa degli infortuni di Iazzetta.
Nel 2021 si stacca dal suo precedente gruppo sportivo e fonda insieme a Marcantoni Elisa il Ju Jitsu Kaizen.
A Giugno dello stesso anno Ben Brahim e Marcantoni dopo un'intensa preparazione affrontano insieme il campionato europeo a Maintal classificandosi 5º.
A novembre affrontano il mondiale ad Abu Dhabi dove arriveranno 7°. 
Sempre più determinati a migliorarsi e a crescere iniziano a fare un intenso ciclo di allenamenti. 
Ad Aprile 2022 al Paris Open Championship si classificano 2° a un pelo dai campioni del mondo in carica. 
A maggio portano a casa un bronzo dai campionati europei in Israele e la settimana successiva si riconfermano campioni nazionali a Gabicce. 
A ottobre portano a casa un Argento ai German Open Championship e il mese successivo una medagli di bronzo ai campionati del mondo ad Abu Dhabi. 
La coppia felice ma ancora più affamata intensifica ulteriormente gli allenamenti arrivando a dieci allenamenti a settimana tra preparazione atletica, ju jitsu e pesistica suddivisi tra mattina e sera. 
All'Open di Parigi si classificano al terzo posto e due settimane dopo si riconfermano campioni nazionali.